# Championnats d'Océanie d'athlétisme 2015
Navigation
Édition précédente Édition suivante
La 15e édition des Championnats d'Océanie d'athlétisme 2015 (en anglais, 2015 Oceania Athletics Championships) s'est déroulée du 8 au 10 mai 2015 à Cairns en Australie, au Barlow Park. Ces championnats se sont déroulés concomitamment avec les Championnats jeunesse et les Championnats pour épreuves combinées d'Océanie. 48 épreuves étaient programmées mais la perche féminine ne s'est pas disputée.

## Participation
215 athlètes en provenance de 20 nations (ainsi que deux invités) ont participé aux Championnats. 
Deux équipes supplémentaires ont participé : un athlète master représentant l'Australian Masters Athletics (abrégée en "AMA" dans la liste de résultats). 
De même qu'une "Regional Australia Team" Northern Australia, Australie septentrionale (abrégée en "RAT"), comprenant des athlètes australiens ayant leur résidence principale dans une zone éloignée de l'Australie, autrement dit un endroit à plus de 300 km d'un centre où se déroule régulièrement une compétition d'athlétisme (hebdomadaire ou tous les 15 jours) ou “Northern Australia” (zone définie comme comprenant le Territoire du Nord et des zones d'Australie-Occidentale ou du Queensland du Nord, au nord du 26e parallèle Sud) (entre parenthèses, le nombre d'athlètes engagés) :
- Samoa américaines (1)
- Australie (33 et 1 invité)
- AMA (1)
- îles Cook (2)
- Fidji (11)
- Polynésie française (8)
- Guam (9)
- Kiribati (7)
- îles Marshall (2)
- États fédérés de Micronésie (5)
- Nauru (7)
- Nouvelle-Calédonie (2)
- Nouvelle-Zélande (27)
- île Norfolk (1)
- Australie du Nord (36)
- îles Mariannes du Nord (2)
- Palaos (5)
- Papouasie-Nouvelle-Guinée (29 et 1 invité)
- Samoa (7)
- îles Salomon (2)
- Tonga (9)
- Vanuatu (9)

## Hommes
| Épreuve                       | Or                                                                          | Or                          | Argent                                                               | Argent                      | Bronze                                                           | Bronze                      |
| ----------------------------- | --------------------------------------------------------------------------- | --------------------------- | -------------------------------------------------------------------- | --------------------------- | ---------------------------------------------------------------- | --------------------------- |
| 100 m (vent : -0,1 m/s)       | Banuve Tabakaucoro FIJ                                                      | 10 s 22 CR                  | Jeremy Dodson SAM                                                    | 10 s 36                     | Michael Konomamyi AUS                                            | 10 s 71                     |
| 200 m (vent : +1,6 m/s)       | Jeremy Dodson SAM                                                           | 20 s 57 CR                  | Banuve Tabakaucoro FIJ                                               | 20 s 68                     | Michael Goldie NZL                                               | 21 s 46                     |
| 400 m                         | Uluiyata Batinisavu FIJ                                                     | 48 s 22                     | Jayden Barmby AUS                                                    | 48 s 69                     | Nelson Stone PNG                                                 | 49 s 27                     |
| 800 m                         | Sam Russell AUS                                                             | 1 min 54 s 02               | Martin Orovo PNG                                                     | 1 min 57 s 12               | Veherney Babob PNG                                               | 1 min 58 s 11               |
| 1 500 m                       | Sam Russell AUS                                                             | 4 min 05 s 76               | Martin Orovo PNG                                                     | 4 min 08 s 06               | Skene Kiage PNG                                                  | 4 min 12 s 23               |
| 5 000 m                       | Joshua Torley AUS                                                           | 15 min 34 s 31              | Sapolai Yao PNG                                                      | 15 min 44 s 47              | Anthony Craig Territoire du Nord/ Queensland                     | 16 min 15 s 42              |
| 10 000 m                      | Matthew Dryden NZL                                                          | 34 min 18 s 41              | Loïc Mével PYF                                                       | 34 min 32 s 18              | Rosefelo Siosi SOL                                               | 37 min 00 s 71              |
| 3 000 m steeple               | Sapolai Yao PNG                                                             | 9 min 39 s 74               | Harry Ewing NZL                                                      | 9 min 50 s 68               | Skene Kiage PNG                                                  | 9 min 50 s 99               |
| 110 m haies (vent : +1,4 m/s) | Jack Conway AUS                                                             | 14 s 40                     | Cedric Dubler AUS                                                    | 14 s 72                     | Mowen Boino PNG                                                  | 14 s 92                     |
| 400 m haies                   | Michael Cochrane NZL                                                        | 50 s 69 CR                  | Mowen Boino PNG                                                      | 52 s 19                     | Alexander Schaffer AUS                                           | 53 s 01                     |
| Saut en hauteur               | John Dodds Territoire du Nord/ Queensland                                   | 2,15 m                      | Jason Strano AUS                                                     | 2,15 m                      | Matt Nicholls NZL                                                | 2,10 m                      |
| Saut à la perche              | Triston Vincent Territoire du Nord/ Queensland                              | 4,10 m                      |                                                                      |                             | Peniel Richard PNG                                               | 3,60 m                      |
| Saut en longueur              | Waisale Dausoko FIJ                                                         | 7,51 m w (vent : +4,5 m/s)  | Tim McGuire AUS                                                      | 7,47 m (vent : +1,4 m/s)    | Idau Asigau PNG                                                  | 6,64 m w (vent : +2,5 m/s)  |
| Triple saut                   | Tim McGuire AUS                                                             | 14,97 m w (vent : +5,0 m/s) | Alex Ypinazar Territoire du Nord/ Queensland                         | 14,88 m w (vent : +2,6 m/s) | Peniel Richard PNG                                               | 14,81 m w (vent : +3,4 m/s) |
| Lancer du poids               | Alexander Rose SAM                                                          | 16,89 m                     | Albert Karo Territoire du Nord/ Queensland                           | 13,53 m                     | Joseph Dabana NRU                                                | 13,11 m                     |
| Lancer du disque              | Alexander Rose SAM                                                          | 60,95 m CR                  | Marshall Hall NZL                                                    | 59,87 m                     | Justin Andre GUM                                                 | 41,55 m                     |
| Lancer du marteau             | Warren Button NZL                                                           | 58,14 m                     | Alexander Rose SAM                                                   | 53,29 m                     | Justin Andre GUM                                                 | 48,29 m                     |
| Lancer du javelot             | John Crandell AUS                                                           | 64,35 m                     | Liam Spannenburg Territoire du Nord/ Queensland                      | 55,85 m                     | Mahio Patu PYF                                                   | 54,09 m                     |
| Octathlon                     | Siologa Viliamu SAM                                                         | 4 395                       |                                                                      |                             |                                                                  |                             |
| Décathlon                     | Brent Newdick NZL                                                           | 7 140                       | Aaron Booth NZL                                                      | 6 183                       | Alex Mander NZL                                                  | 5 919                       |
| 5 000 mètres marche           | Jarad Free NZL                                                              | 24 min 18 s 39              | Ignacio Jimenez Australian Masters Athletics                         | 25 min 09 s 28              |                                                                  |                             |
| 10 000 mètres marche          | Jarad Free NZL                                                              | 46 min 17 s 0 (ht)          | Ignacio Jimenez Australian Masters Athletics                         | 51 min 29 s 0 (ht)          |                                                                  |                             |
| 4 × 100 m                     | FIJ Waisale Dausoko Vilisoni Rarasea Uluiyata Batinisavu Banuve Tabakaucoro | 40 s 98                     | PNG Charles Livuan Nazmie-Lee Marai Nelson Stone Wesley Logorava     | 41 s 70                     | AUS Benjamin Hayward Jack Conway John Crandell Michael Konomamyi | 41 s 86                     |
| 4 × 400 m                     | AUS Alexander Schaffer Sam Russell Matthew Crowe Jayden Barmby              | 3 min 15 s 55               | FIJ Banuve Tabakaucoro Shane Tuvusa Poasa Satoqi Uluiyata Batinisavu | 3 min 22 s 16               | NZL Harry Ewing Jonty Morrison Alex Mander Matthew Dryden        | 3 min 32 s 77               |